# Salawati
Salawati är en ö i Indonesien.   Den ligger i provinsen Papua Barat, i den östra delen av landet, intill Nya Guinea. Arean är 1 677 kvadratkilometer.
Terrängen på Salawati är lite kuperad. Öns högsta punkt är 788 meter över havet. Den sträcker sig 52,4 kilometer i nord-sydlig riktning, och 50,5 kilometer i öst-västlig riktning.